# Monoctonus washingtonensis
Monoctonus washingtonensis är en stekelart som beskrevs av Pike och Jaroslav Stary 1995. Monoctonus washingtonensis ingår i släktet Monoctonus och familjen bracksteklar. Inga underarter finns listade i Catalogue of Life.